# حاسي البيضاء
حاسي البيضاء هي بلدة في بلدية تبلبالة بولاية بني عباس بالجزائر، وتقع على الحدود بين الجزائر والمغرب.

## الجغرافيا
حاسي البيضاء هو إحدى نقاط المياه النادرة في هذه المنطقة من الصحراء، مع بعض أشجار النخيل المعزولة وسط تلال من الرمال الصلبة.

## التسمية
يأتي اسم القرية من اللهجة الجزائرية «الحاسي» بمعنى بئر و«البيضاء» (الأبيض)، وبالتالي تعني حرفيا «البئر الأبيض».

## التاريخ
شهدت البلدة صراع مسلح اندلع بين المغرب والجزائر في أكتوبر من عام 1963 بسبب مشاكل حدودية، بعد عام تقريبا من استقلال الجزائر وعدة شهور من المناوشات على الحدود بين البلدين.

### مقالات ذات صلة
- حرب الرمال
- تنجوب